# Argyractis metazonalis
Argyractis metazonalis là một loài bướm đêm trong họ Crambidae.